# Dambudzo Marechera
Dambudzo Marechera (Charles William Dambudzo Marechera, 4 de junio de 1952, Rusape, Rodesia, 18 de agosto de 1987, Harare) fue un novelista y poeta zimbabuense.

## Vida
Marechera nació en Vhengere, Rusape, Zimbabue (entonces llamado Rodesia), hijo de Isaac Marechera, empleado de un depósito de cadáveres, y de Masvotwa Venenzia Marechera, sirvienta.
En su novela, The House of Hunger (1978) y en diferentes entrevistas, Marechera solía decir que su padre había muerto “atropellado por un tren del siglo XX”, que “había vuelto a casa con un cuchillo en la espalda” o que “su cuerpo había sido encontrado en el depósito de cadáveres del hospital acribillado a balazos”. Todas estas historias son falsas, pero reflejan cómo Marechera sometía su propia vida a una revisión constante.
Flore-View Wild, posiblemente la máxima autoridad sobre la obra de Marechera destacó la importancia de la autodestrucción en el joven Marechera a raíz de lo que su hermano Michael le contó. Michael sugería que Dambudzo fue víctima de la crueldad de su madre, y daba a entender que esta estaba maldita, poseída por algún espíritu. Curiosamente, cuando Marechera volvió de Londres y se convirtió en escritor residente en la Universidad de Zimbabue, su madre y hermanas intentaron ponerse en contacto con él, pero se negó argumentando que ella había intentado matarle. De hecho, Marechera no volvió a ponerse en contacto con ningún miembro de su familia hasta el día de su muerte.
Marechera se crio en medio de una atmósfera de discriminación, pobreza y violencia. Fue a la escuela en la misión de San Agustín, Penhalonga, pero tuvo fuertes confrontaciones con sus profesores sobre los planes de estudios coloniales que se impartían en las misiones. Ingresó en la Universidad de Rodesia (ahora Universidad de Zimbabue), pero fue expulsado debido a su participación en las revueltas estudiantiles. Corrió la misma suerte en el New College,Oxford, del cual fue expulsado debido a un comportamiento antisocial y al abandono de la actividad académica.
En su corta carrera literaria publicó un libro de relatos, dos novelas (una de ellas póstuma), un volumen recopilatorio de obras de teatro y poesía y una colección de poesía.

## Obras
- Su primer libro, The House of Hunger, es el resultado de un período de desesperación tras su estancia en Oxford. A lo largo de las nueve historias que componen el libro, el narrador describe una infancia y juventud marcadas por la violencia en la Rodesia colonial, con un estilo que denota una gran fuerza emocional y agresividad verbal. Su narrativa se caracteriza por cambios constantes de tiempo y lugar, a la vez que se difumina la barrera entre realidad y ficción. Esta obra está considerada como una de las más representativas de la nueva narrativa africana. Fue galardonada con el “Guardian Fiction Price” en 1979.

- En 1980 publicó Black Sunlight, que a pesar de haber sido comparada con obras de James Joyce y Henry Miller, no llegó a tener el éxito de The House of Hunger. Es una novela poco estructurada, con un estilo complejo y múltiples digresiones eruditas sobre cuestiones literarias y filosóficas. Marechera analiza el anarquismo como postura intelectual. Su siguiente novela, Black Insider (1990), nos presenta a unos intelectuales refugiados en el edificio de la facultad de bellas artes ante una supuesta guerra. Los personajes debaten entre sí acerca de la identidad africana, la naturaleza del arte, el machismo y las figuras autoritarias del continente africano.

En el New College de Oxford, Marechera destacó como un alumno sumamente inteligente, pero algo anárquico y con muy poco interés por la vida académica. Marechera ignoraba los programas de sus asignaturas, no le interesaban las lecturas propuestas por sus profesores y leía aquello que más le llamaba la atención. Se ganó una mala reputación en el campus, de provocador y granuja, que no dudaba en pelearse con cualquiera que le llevara la contraria en los pubs de Oxford.
No están claras cuáles pueden ser las razones: quizás fuera choque cultural o un consumo excesivo de alcohol, pero poco a poco comenzó a tener un comportamiento cada vez más errático, que el psicólogo de la universidad diagnosticó como esquizofrenia. Marechera perdió en cierta manera el control, amenazaba a algunas personas con que las iba a asesinar e intentó prender fuego a la universidad. Llegó a recabar cierta fama por su total falta de respeto ante las autoridades basadas en la superioridad racial o de clase, experiencias muy relacionadas con el tema de su libro Black Sunlight. Después de su intento de quemar la facultad, a Marechera le dieron dos opciones: someterse a un examen mental en un psiquiátrico o ser expulsado. Marechera eligió la segunda alegando que no deseaba ser mentalmente violado.
A partir de este momento Marechera empezó a tener problemas más graves. En Gales estuvo a punto de acabar en la cárcel por posesión de marihuana. Se quedó sin residencia fija y comenzó a vagar por los alrededores de Oxford, durmiendo en casa de amigos. Pasó mucho tiempo en la calle, escribiendo. Su vida de vagabundo le expuso a muchos peligros, fue asaltado en varias ocasiones y tuvo problemas con la policía. Durante este periodo también pasó algunos meses viviendo con la comunidad ocupa de Tolmers Square, en el centro de Londres, donde se cree que escribió su primer libro. De sus experiencias en las universidades de Rodesia y Oxford, de su período vagabundeando por las calles de Inglaterra y Gales fue de donde surgió The House of Hunger, su primera novela. Cuando fue publicada por James Currey, Marechera consiguió cierta repercusión en los círculos literarios ingleses, pero su instinto autodestructivo causaba indignación allá donde iba. En la presentación del libro llegó a lanzar cubiertos contra los invitados debido a una rabieta. Pese a todo, la universidad de Leeds le ofreció una residencia como escritor.
Tras la publicación de su libro, Marechera pensaba que no se le estaba compensando de manera adecuada por ello, y visitaba constantemente las oficinas de James Curry pidiendo una y otra vez que le pagara los derechos de autor. En entrevistas posteriores a James Curry, este admite que llegó a darle más dinero del que le correspondía, intentando ayudar en lo posible a Marechera. Pese a esto, Marechera vivía en la extrema pobreza, estaba desnutrido y bebía de manera excesiva.
Algunos amigos y compañeros de Zimbabue como Musaemura Zimunya (poeta), Rino Zhuwarara, Stanley Nyamufukudza (escritor) intentaron ayudarle, pero Marechera, posiblemente muy afectado por el alcoholismo y la esquizofrenia, los rechazaba a todos y los acusaba de entrometerse en su vida, pese a las buenas intenciones de estos. Su excéntrica vida llevó a que muchos africanos, incluidos antiguos compañeros de Zimbabue, considerasen que Marechera no ayudaba a su integración con sus aires de grandeza ante las clases altas británicas, su manera extravagante de vestir etc. Debido a su complejo carácter Marechera fue expulsado en varias ocasiones del Centro Africano, una asociación cultural para el estudio de temas africanos. Existen rumores de que Marechera se casó con una mujer británica durante esta época.
Marechera volvió a la nueva Zimbabue, ahora independiente, en 1982 para asistir al rodaje de la versión cinematográfica de su obra The house of Hunger. La película no llegó a acabarse debido al fuerte encontronazo entre Marechera y el director. Ya no volvió a Inglaterra, permaneció en Zimbabue, viviendo en las calles de la ciudad de Harare durante cinco años, hasta el día de su muerte debido a una enfermedad pulmonar relacionada con el sida.
- Mindblast; or, The Definitive Buddy (1984) fue escrita el año siguiente a su regreso, componiéndose de tres obras de teatro, una narración en prosa, poemas y un diario. El libro criticaba el materialismo, la intolerancia, el oportunismo y la corrupción que habían aflorado tras la independencia de Zimbabue. Llevaba el debate más allá del nacionalismo, Marechera pretendía una regeneración social de su pueblo. Combinó un profundo auto examen con una fuerte crítica social para hacer un llamamiento a una nueva generación de ciudadanos zimbabuenses que debían buscar nuevos roles dentro de esta nación emergente.

La poesía de Marechera se publicó póstumamente en el volumen Cemetery of Mind (1992). Al igual que sus relatos, sus poemas reflejan la influencia de los modernistas, desde Arthur Rimbaud y T. S. Eliot hasta Allen Ginsberg y Christopher Okigbo, y confirma su tendencia a la crítica social aguda, a un intenso autoanálisis y a la provocación verbal.  
En una entrevista, Marechera dijo de él mismo: “Creo que soy el doppelgänger del que carecía la literatura africana hasta que yo llegué”. Esta es una valoración certera del papel que juega Marechera al hacer que el lector se mire a sí mismo de nuevo a través de los ojos del otro. Su individualismo, su experimentación estilística y su iconoclastia garantizan que su obra sea imposible de etiquetar: rompe todas las barreras y está en constante cambio.

## Legado de Marechera
El legado de Marechera sigue muy vivo, continúa siendo uno de los escritores más influyentes de la literatura zimbabuense. Desde su muerte, decenas de jóvenes escritores y muchos de sus contemporáneos han escrito numerosos relatos y biografías en torno a su compleja vida y obra.
En la década de los noventa aparecieron gran cantidad artículos y estudios de su obra de críticos extranjeros, destacando especialmente a Flora Veit-Wild, quien ha escrito diferentes libros sobre su vida y obra.
En lo que Wild se equivoca es al considerar todas las historias de Marechera como reales. Marechera se inventaba su propia vida, creaba situaciones irreales y contaba historias que nunca había sucedido, cosa que Wild suele tomar como hechos auténticos.
Recientemente, estudiosos Zimbabuenses han abordado la vida y obra del escritor. Sienten que hasta la fecha el legado de Marechera ha sido usado por los investigadores extranjeros de manera poco fiel y usado en beneficio propio. Aunque Marechera siempre desconfió bastante de sus colegas y estudiosos de Zimbabue y mantuvo posturas bastante encontradas con ellos. Se encontraba mejor entre sus amigos blancos, turistas y admiradores extranjeros que supuestamente se aprovecharon de él y de su situación. La vida de Marechera y su legado son y seguirán siendo una historia inconclusa y llena de interrogantes.